# Kate McNeil
Kate McNeil (Philadelphia, Pensilvania, 17 de agosto de 1959) es una actriz estadounidense.

## Carrera
Kate McNeil es una actriz recordada por su papel en la película The House on Sorority Row de 1983. También actuó en las películas Monkey Shines, I'll Do Anything, Sudden Death y The Caveman's Valentine, entre otras. Además ha participado en series de televisión como Amazing Stories, Murder, She Wrote, The X-Files y Bones, entre otras.

## Filmografía

### Películas
- Until Morning (2002) .... Gillian Scott
- Glitter (2001) .... Karen Diana
- The Caveman's Valentine (2001) .... Betty
- American Tragedy (2000) .... Dr. Clarkson
- One Kill (2000) .... Mayor Leslie Nesbitt
- Space Cowboys (2000) .... Mujer Astronauta #1
- Half a Dozen Babies (1999) .... Lynda Smirz
- Sleeping with the Devil (1997) ... Liz
- A Walton Easter (1997) .... Janet Gilchrist Walton
- Shadow Dancer (1997) .... Detective Frances Hayes
- Escape Clause (1996) .... Sarah Ramsey
- Sudden Death (1995) .... Kathi
- A Walton Wedding (1995) .... Janet Gilchrist
- I'll Do Anything (1994) .... Stacy
- A Walton Thanksgiving Reunion (1993) .... Janet Gilchrist
- The Bakery (1990) .... Dana Buchanan
- Monkey Shines (1988) .... Melanie Parker
- Vital Signs (1986) .... Kristi
- The House on Sorority Row (1983) .... Katherine 'Katey' Rose
- Beach House (1982) .... Cindy

### Series de televisión
- The Mentalist .... Katherine Blakely (1 episodio: "The Thin Red Line", 2008)
- Bones .... Audrey Schilling (1 episodio: "The Girl in the Fridge", 2005)
- Veronica Mars .... Betina Casablancas (1 episodio: "Nobody Puts Baby in a Corner", 2005)
- Enterprise .... Comandante Collins (1 episodio: "Affliction", 2005)
- Cold Case .... Beth Adams 2005 (1 episodio: "Blank Generation", 2005)
- Without a Trace .... Attorney Marian Costello (1 episodio: "Two Families", 2004)
- NCIS .... Comandante Margaret Green (1 episodio: "The Good Samaritan", 2004)
- American Dreams .... Sra. Mason (1 episodio: "The Long Goodbye", 2003)
- Touched by an Angel .... Sarah (1 episodio: "For All the Tea in China", 2002)
- ER .... Sra. Pendry (1 episodio: "Partly Cloudy, Chance of Rain", 2001)
- CSI: Crime Scene Investigation .... Sharon Woodbury (1 episodio: "Chaos Theory", 2001)
- Family Law .... Jenny (1 episodio: "Separation", 2001)
- Nash Bridges .... Rose Torry (1 episodio: "Hard Cell", 2000)
- The X-Files .... Nan Wieder (1 episodio: "Theef", 2000)
- Ally McBeal .... Marianne Harper (1 episodio: "Let's Dance", 1999)
- Providence .... Randi (1 episodio: "Pig in Providence", 1999)
- The Love Boat: The Next Wave .... Pat Kennedy (3 episodios, 1998-1999)
- Promised Land .... Laura Dunbar (1 episodio: "To Everything a Season", 1997)
- Diagnosis Murder .... Jennifer Stratton/Joan (1 episodio: "Murder, Murder", 1996)
- Babylon 5 .... Janice Rosen (1 episodio: "The Quality of Mercy", 1994)
- Murder, She Wrote .... Carrie Palmer / Kate Walden (2 episodios, 1988-1993)
- Bodies of Evidence .... Det. Nora Houghton (16 episodios, 1992-1993)
- Quantum Leap .... Olivia Barrett Covington (1 episodio: "The Leap Between the States - September 20, 1862", 1993)
- Dear John .... Carol (1 episodio: "Kirk's Ex-Wife", 1991)
- WIOU .... Taylor Young (14 episodios, 1990-1991)
- Anything But Love .... Gail (2 episodios, 1989-1990)
- Midnight Caller .... Reverenda Summer (1 episodio: "Planes", 1990)
- Designing Women .... Libby (1 episodio: "The Junies", 1989)
- Simon & Simon .... Trish Van Alder (1 episodio: "The Richer They Are the Harder They Fall", 1988)
- Amazing Stories .... Patty O'Neil (1 episodio: "Blue Man Down", 1987)
- North and South, Book II .... Augusta Barclay (6 episodios, 1986)
- Kane & Abel (1985) .... Florentyna Rosnovski
- As the World Turns .... Karen Haines Stenbeck Dixon (1981-1984)